# Messe solennelle (Vierne)
Pour l'œuvre de Berlioz, voir Messe solennelle (Berlioz).
La Messe solennelle, op. 16 en ut dièse mineur de Louis Vierne, est une messe en cinq mouvements pour chœur mixte à quatre voix et deux orgues ou orchestre pour accompagner le service religieux.
Composée en 1900 et éditée la même année par Julien Hamelle, la partition dédiée à Théodore Dubois est créée par l'auteur et son ancien professeur Charles-Marie Widor à l'Église Saint-Sulpice, le 8 décembre 1901.

## Historique

### Composition
En 1900, « Vierne vient d'avoir trente ans et déborde d'énergie ». Le 1er juin, il remporte — à l'unanimité — le concours qui lui permet de devenir organiste en titre de Notre-Dame de Paris. Il compose alors une Messe solennelle pour chœur mixte à 4 voix et orchestre. Son ancien professeur au Conservatoire de Paris, Charles-Marie Widor, lui conseille de remplacer l'orchestre par deux orgues, compte tenu de « la difficulté de contenir un grand orchestre dans une église ».

### Création
La Messe solennelle op. 16 est créée par l'auteur et Charles-Marie Widor à l'Église Saint-Sulpice, le 8 décembre 1901.
La partition, dédiée à Théodore Dubois, est éditée en 1900 par Julien Hamelle.

## Mouvements
La Messe solennelle op. 16 est en cinq mouvements :
1. Kyrie eleison — Maestoso ma non troppo lento ( = 76) à quatre temps () en ut dièse mineur
2. Gloria in excelsis Deo — Allegro risoluto à deux temps () en la majeur
3. Sanctus — Maestoso ma non troppo lento ( = 72) à quatre temps ()
4. Benedictus — Poco più vivo ( = 84) à quatre temps ()
5. Agnus Dei — Andante ( = 92) à 
 en ut dièse mineur s'achevant en majeur

## Analyse
Bernard Gavoty rappelle que l'œuvre de Vierne fut « jugée révolutionnaire par certains à l'époque où elle fut écrite. Il faut croire que la Messe solennelle op. 16 , pour chœur à quatre voix mixtes et deux orgues, vint au monde armée de solides vertus » : « Rejetant absolument tout effet superflu, la Messe suit jusqu'au bout son dessein liturgique ».
Franck Besingrand trouve la partition « magistrale. On ne peut que louer la grandeur des thèmes, l'ingénieuse répartition des plans sonores, donnant l'impression saisissante d'une architecture quasi symphonique. Si Vierne se souvient des exemples de Franck, il n'ignore pas l'intériorité propre au Requiem de Fauré et s'éloigne du goût sulpicien alors en vigueur ».

## Discographie
Enregistrement « Tempéraments » de la Messe solennelle pour 2 orgues et chœur op. 16 de Vierne, avec Michel Bouvard (grand orgue Cavaillé-Coll de St Sernin Toulouse) et Yasuko Uyama (orgue de chœur). Ensemble vocal Les éléments, Joël Suhubiette (dir.), coproduction de Radio France (1996) et du festival Toulouse les Orgues (avec d'autres pièces de Vierne, Toccata op. 53, etc. et de Widor, Symphonie « Romane » op. 73)